# Internazionali d'Italia 1982
Gli Internazionali d'Italia 1982 sono stati un torneo di tennis giocato sulla terra rossa. 
È stata la 39ª edizione degli Internazionali d'Italia, che fa parte del Volvo Grand Prix 1982 e del WTA Tour 1982. 
Il torneo maschile si è giocato al Foro Italico di Roma in Italia, quello femminile nello Junior Tennis Perugia di Perugia.

## Campioni

### Singolare maschile

Andrés Gómez, vincitore del torneo di singolare maschile disputato al Foro Italico di Roma.

Andrés Gómez ha battuto in finale  Eliot Teltscher con il punteggio di 6–2, 6–3, 6–2

### Singolare femminile
Chris Evert ha battuto in finale  Hana Mandlíková con il punteggio di 6–0, 6–2

### Doppio maschile
Heinz Günthardt /  Balázs Taróczy hanno battuto in finale  Wojciech Fibak /  John Fitzgerald con il punteggio di 6–4, 4–6, 6–3

### Doppio femminile
Kathleen Horvath /  Yvonne Vermaak hanno battuto in finale  Billie Jean King /  Ilana Kloss con il punteggio di 2–6, 6–4, 7–6